# 恭圣仁烈皇后

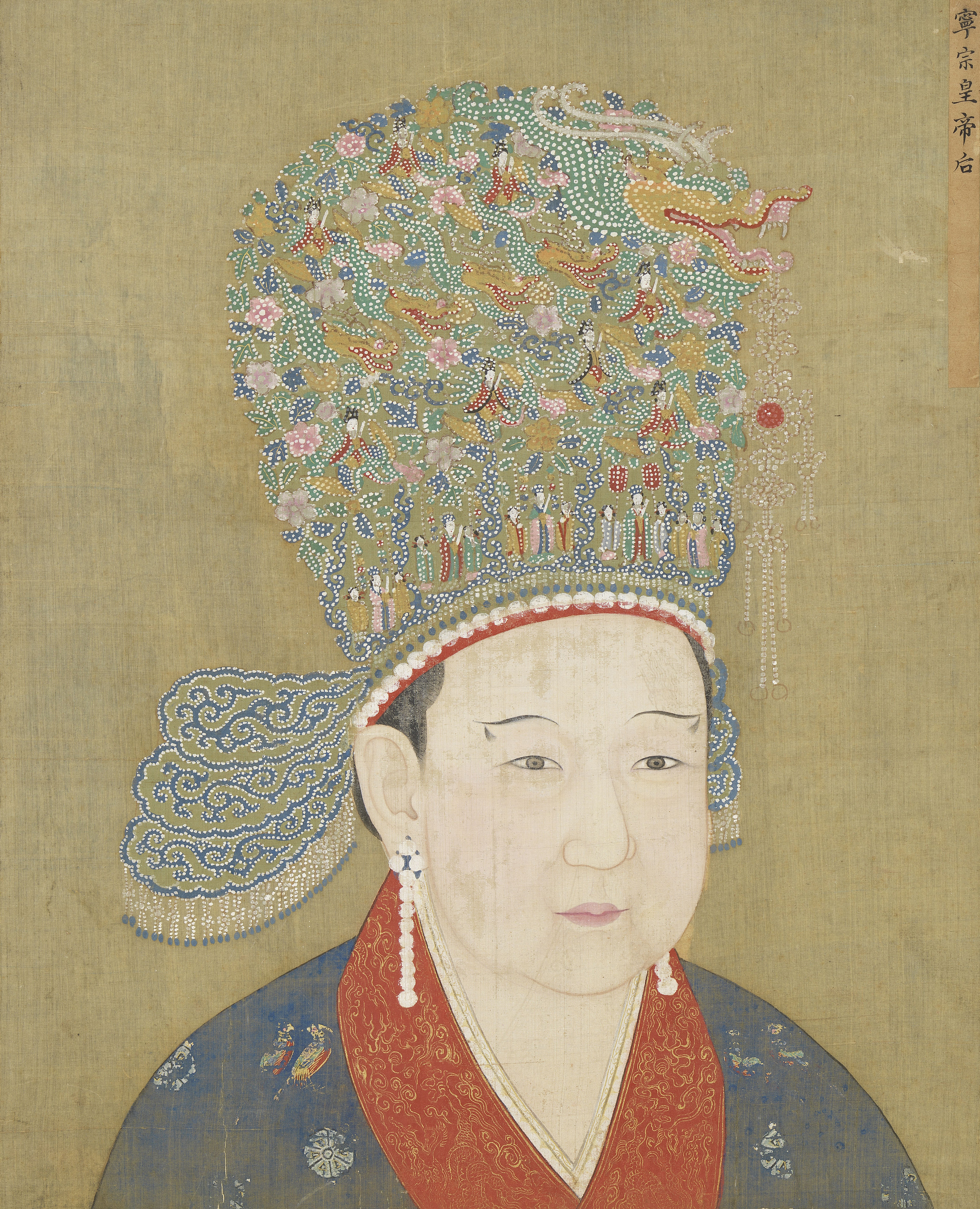
《宋寧宗后半身像》

《宋寧宗后坐像》

恭聖仁烈楊皇后（1162年—1233年），閨名妹子。楊氏少以姿容選入宮，因忘其姓氏，或云其為會稽人。孝宗乾道九年（1173）時十一歲，因母張氏之故，入憲聖皇后的慈福宮。寧宗為親王時，因曾在憲聖旁侍宴，看到楊氏，心中喜愛，因目光有異，憲聖知寧宗對楊氏有意，故賜之。
楊氏直到慶元三年（1197）進封婕妤後，才找到同宗，認當時為太學生的楊次山為族兄，並以楊的籍貫為自己的籍貫。史家多認為兩人沒有親屬關係，而是楊氏欲有外戚勢力為依仗，才援引之。嘉泰二年（1202）十二月乙卯十四日，封后。
據楊次山的族譜資料，曾祖楊舜元，以材武奮，靖康末，捍京城死事。祖楊全，徙家嚴州淳安。父楊漸遺澤補官保義郎，仕東南，家于越之上虞。前母趙氏、孫氏，生母張氏。南宋宋寧宗第二任皇后，1207年（南宋寧宗開禧3年），與兄楊次山謀，命史彌遠等誅韓侂胄於玉津園。嘉定十七年(1224)寧宗崩，史彌遠和楊皇后合作矯詔廢趙竑為濟王，立趙昀為皇子，趙昀即帝位，為宋理宗。楊氏為聽政太后。
理宗紹定五年十二月（1233），后崩，諡曰恭聖仁烈皇后。

## 生平事蹟
1162年（南宋高宗紹興32年）1歲，5月壬子16日生。
1173年（孝宗乾道9年）12歲，楊皇后11、12歲時，以琵琶隸慈福宮，為「則劇孩兒」。
1195年（寧宗慶元元年）34歲，3月，封平樂郡夫人。
1197年（慶元3年）36歲，夏4月，進封婕妤。冬10月初6日前，與同父異母兄楊次山相認。
1199年（慶元5年）38歲，3月，作百花圖，寧宗御製生辰詩，以壽中殿。5月甲辰13日，進封婉儀。
1200年（慶元6年）39歲，2月甲申28日，以有娠進封貴妃。11月癸亥11日生趙增，12月癸未初1日薨，追封郢王，諡沖英。
1201年（嘉泰元年）40歲，9月乙亥28日，封贈貴妃三代。
1202年（嘉泰2年）41歲，12月己卯14日，立皇后。
先是，慶元6年11月己未初7日恭淑皇后韓氏崩。中宮未有所屬，楊貴妃與曹美人俱有寵。韓侂胄見楊貴妃任權術，而曹美人性柔順，勸帝立曹。而楊貴妃頗涉書史，知古今，性復機警，寧宗竟立楊貴妃為皇后。
1203年（嘉泰3年）42歲，2月乙巳初6日，冊皇后于文德殿。5月，封贈皇后三代。
1204年（嘉泰4年）43歲，春正月，以上光宗冊寶，封贈楊皇后三代。冬，楊皇后生皇子，未踰月薨，未名。
1205年（開禧元年）44歲，8月，以楊皇后謁家廟，封贈三代。9月，楊皇后自畫菊，以賜楊谷。12月癸酉21日，以楊皇后之請，詔永除兩浙身丁錢絹。
1206年（開禧2年）45歲，冬10月，封贈三代。
1207年（開禧3年）46歲，11月乙亥初3日，楊皇后與兄楊次山謀，命史彌遠等誅韓侂胄于玉津園。
1208年（嘉定元年）47歲，閏4月，封贈三代。12月辛卯26日，楊皇后奏乞將俸餘所積會子五萬貫，下臨安府添助賑濟。從之。
1209年（嘉定2年）48歲，冬10月，以東宮受冊，封贈三代。是年冬，追賜楊皇后所生皇子名坰，封華王，諡沖穆，贈太師、尚書令，命有司改葬。
1212年（嘉定5年）51歲，畫院待詔馬遠畫水十二幀，楊皇后以賜楊谷。
1213年（嘉定6年）52歲，楊皇后以多幅院畫長方小橫圖贈兄楊次山。
1224年（嘉定17年）63歲，閏8月丁酉初3日，寧宗崩。理宗立，尊楊皇后為皇太后，同聽政。9月己卯16日，皇太后、皇帝御便殿垂簾。12月癸丑21日，詔太后所居殿號曰慈明。
1225年（理宗寶慶元年）64歲，夏4月丁酉初7日，手書免垂簾聽政。是年底，楊皇后題詩朱銳雪景冊，以賜楊谷。
1226年（寶慶2年）65歲，11月戊寅27日，加皇太后尊號壽明。
1227年（寶慶3年）66歲，11月乙巳30日，加壽明皇太后尊號曰慈睿。
1230年（紹定3年）69歲，12月己卯22日，慈明殿出緡錢百五十萬犒諸軍，振贍在京細民。癸未26日，上壽明仁福慈睿皇太后尊號。
1231年（紹定4年）70歲，春正月戊子初1日，壽七十，帝詣慈明殿行慶壽禮。
1232年（紹定5年）71歲，12月辛巳初6日，皇太后不豫。壬午初7日，崩於慈明殿，享壽71。
1233年（紹定6年），2月丁丑初2日，議諡曰恭聖仁烈皇后。戊戌23日，上諡號曰恭聖仁烈皇后。夏4月壬寅28日，葬于永茂陵。5月丁巳13日，祔大廟寧宗室。

## 子女
兒子
- 郢王趙增，1200年（南宋寧宗慶元6年）11月癸亥11日生，是年12月癸未初1日薨，追封郢王，諡沖英。[12]
- 華王趙坰，1204年（寧宗嘉泰4年）冬生，未踰月薨，未名。1209年（寧宗嘉定2年）冬，追賜楊皇后所生皇子名坰，封華王，諡沖穆，贈太師、尚書令，命有司改葬。[13]

## 書畫作品
1199年（南宋慶元5年）3月，楊婕妤作百花圖。此圖為中國繪畫史上現存首位女畫家作品，原為張伯駒所藏，後捐獻與大陸吉林省博物館。
1205年（開禧元年）9月，楊皇后自畫菊，以賜楊谷。
1225年（寶慶元年）年底，楊皇后題詩朱銳雪景冊，以賜楊谷。
明陶宗儀《書史會要》卷6：「楊氏，寧宗皇后妹，時稱楊妹子。書法類寧宗，馬遠畫多其所題。」誤楊妹子為楊皇后之妹，蓋從明、清以來，沿訛已久。南宋院畫中常見題詞的楊妹子，即宋寧宗楊皇后，學界早有定論。楊皇后題畫之詩詞，既有前人所作，亦有自己所作，後人輯有《楊太后宮詞》。

## 宫词
杨皇后是宋代升平宫廷诗歌的典型作家。升平诗歌，为宋太宗与赏花时所创，着重描写歌颂宫廷生活以及对其统治下太平盛世的展望。杨皇后的诗词经过明朝毛晋辑集与宋徽宗的宫词并列而收录于《二家宫词》中，留存下来约有五十首。值得一提的是，据胡文锴《历代妇女著作考》统计， 杨皇后是宋代女诗词作家中作品仅存于世的四人之一，愈发显得其作品的珍贵。其《宫词》以组诗形式描写出帝、后以及宫女、美人、学士、群臣等内苑宫廷的各种人物形象，集中渲染皇室生活的歌舞升平，也彰显出当时南北宋对峙下南宋的时局稳定，社稷安宁的太平气象。与其提画词所相似的是，杨皇后在宫词中也运用了以花喻人的描写手法，用自然环境中美丽的事物来隐喻颂扬皇室成员的品格。如其《宫词》中第十三首对荷花的描写,实则有“殿”与“弦”的着笔:
水殿钩帘四面风,荷花簇锦照人红。
吾皇一曲薰弦罢,万俗泠泠解愠中。
这首《宫词》以荷花为创作对象,前两句利用了盛开的荷花形象勾勒出皇室成员生机勃勃的精神面貌，后两句不仅突出“吾皇”宋宁宗的才艺,更突出其“一曲薰弦”超脱“万俗”的意义, 蕴含着歌颂宫廷蓬勃和睦、追求文艺风雅的主旨。

## 訛傳
趙士松編《趙氏族譜》卷1謂：「寧宗二配楊氏，懿諱儼，會稽人，宣徽使楊一夔長女。」誤楊皇后為楊一夔之女。楊皇后之父楊漸，有南宋典籍《宋會要輯稿》后妃1之9、儀制12之11皇后三代封贈記錄、《上虞縣志校續》卷16后妃楊皇后條、虞儔《尊白堂集》卷5、蔡幼學《育德堂外制》卷5制文明載。閨名儼，亦訛傳。
1987年春，浙江淳安縣進行文物複查，搜尋發現淳安縣里陽鄉皇后坪村的楊皇后家族墓，及隔鄰里商鄉楊家村楊姓後裔保存的《宏農楊氏宗譜》。譜中記載宋寧宗恭聖仁烈皇后之祖楊宇，父楊紀，楊紀生四子: 次山、歧山、望山、馮山，二女： 蘭枝、桂枝，桂枝即楊皇后。此譜系為清初偽造篡接，楊皇后父、前母、祖、祖母之名，與南宋史籍和文獻完全不吻合。楊皇后，閨名應是「妹子」。

## 延伸阅读
[在维基数据编辑]
 《宋史·卷243》，出自脱脱《宋史》
 在维基共享资源阅览影像

## 外部連結
| 前任： 韓皇后 | 宋朝皇后 1200年－1233年 | 繼任： 謝皇后 |